# Lista över småpartier i Albanien
Lista över småpartier i Albanien som inte har representation i parlamentet eller varit nära att komma in i Albaniens parlament.

## Albaniens hemlandsparti
Albaniens hemlandsparti (albanska: Partia Shqiptare Atdheu) är ett islamiskt politiskt parti i Albanien. Partiledare är Artan Vucaj.
en: Albanian Homeland Party

## Albanska affärspartiet
Albanska affärspartiet (albanska: Partia e Çeshtjeve Shqiptare) är ett politiskt parti i Albanien. Partiledare är Bujar Shurdhi.
en:Albanian Affairs Party

## Albaniens business-parti
Albaniens businessparti (albanska: Partia e Biznesit Shqiptar) är ett politiskt parti i Albanien. Partiet bildades 1996 och dess partiledare är Luan Shazivari.
en:Albanian Business Party

## Albaniens monarkistiska demokratiska rörelseparti
Albaniens monarkistiska demokratiska rörelseparti (albanska: Partia Lëvizja Monarkiste Demokrate Shqiptare) är ett rojalistiskt politiskt parti i Albanien. Partiledare är Guri Durollari. I parlamentsvalet 2005 fick partiet 0,1 procent av rösterna.
en: Albanian Democratic Monarchist Movement Party

## Albanska nationella allianspartiet
Albanska nationella allianspartiet (albanska: Partia Aleanca Nacionale Shqiptare) är ett politiskt parti i Albanien. Partiets bildande godkändes 2003. Partiledare är Eduart Perjaku.
en:Albanian National Alliance Party

## Albanska nationella ligan
Albanska nationella ligan (albanska: Lidhja Kombëtare Shqiptare) är ett politiskt parti i Albanien. Partiet bildades 1997 och dess partiledare är Ismet Mehmeti. Partiet har fått sitt namn från en historisk nationalistisk rörelse, Albanska Nationella Ligan, mera känd som Prizrenligan.
en:Albanian National League (1997)

## Albanska nationell försoningspartiet
Albanska nationell försoningspartiet (albanska: Partia e Pajtimit Kombëtar Shqiptar) är ett politiskt parti i Albanien. Partiet bildades 1998 och dess partiledare är Spartak Dobi.
en:Albanian National Reconciliation Party

## Albanska partiet för nationell säkerhet
Albanska partiet för nationell säkerhet (albanska: Partia e Sigurise Kombetare Shqiptare) är ett politiskt parti i Albanien. Partiledare är Haxhi Bardhi. I parlamentsvalet 2005 fick partiet 0,05 procent av rösterna.
en:Albanian National Security Party

## Albanska demokratiska och reformistiska partiet
Albanska demokratiska och reformistiska partiet (albanska: Partia e Reformave Demokratike Shqiptare) är ett politiskt parti i Albanien. Partiledare är Skender Halili.
en:Albanian Party of Democratic Reforms

## Albanska partiet vägen till sanning
Albanska partiet vägen till sanning (albanska: Partia Rruga e Vërtetë Shqiptare) är ett politiskt parti i Albanien. Partiledare är Muharrem Doda.
en:Albanian Path of Truth Party

## Albanska republikanska unionspartiet
Albanska republikanska unionspartiet (albanska: Partia Bashkimi Republikan Shqiptar) är ett politiskt parti i Albanien. Partiledare är Zane Llazi.
en:Albanian Republican United Party

## Albanska arbetarrörelsepartiet
Albanska arbetarrörelsepartiet (albanska: Partia Lëvizja Punëtore Shqiptare) är ett politiskt parti i Albanien. Partiledare är Shefqet Musaraj. I parlamentsvalet 2001 fick partiet 0,22 procent av rösterna men ingen mandat i parlamentet.
en:Albanian Workers Movement Party

## Allians för välfärd och solidaritet
Allians för välfärd och solidaritet (albanska: Aleanca per Mirqenie dhe Solidaritet) är ett politiskt parti i Albanien. Partiledare är Koço Danaj.

## Albaniens kommunistiska parti 8 november
Albaniens kommunistiska parti 8 november (albanska: Partia Komuniste e Shqiperise 8 Nentori) är ett kommunistiskt politiskt parti i Albanien. Partiledare är Preng Çuni.
en: Communist Party of Albania 8 November